# Северинов, Константин Викторович
Константи́н Ви́кторович Севери́нов (род. 12 декабря 1967 года, Ленинград, РСФСР, СССР)
— специалист в области молекулярной биологии (регуляция транскрипции генов бактерий), профессор Сколковского института науки и технологий, профессор Ратгерского университета (Нью-Джерси, США), заведующий лабораториями в Институте молекулярной генетики Национального исследовательского центра «Курчатовский институт» и Институте биологии гена РАН.

## Профессиональная карьера
В 1990 году с отличием окончил биологический факультет МГУ по специальности «биохимия». Ещё будучи пятикурсником, два с половиной месяца стажировался в профильной лаборатории Бристольского университета. После МГУ некоторое время работал в Пущино. Затем поступил в аспирантуру Института молекулярной генетики РАН и по программе обмена молодыми учёными Джорджа Сороса уехал в США. Два года работал в лаборатории Колумбийского университета.
В 1993 году в России защитил диссертацию кандидата биологических наук по специальности «молекулярная биология» по теме «Доменная организация бета-субъединицы РНК-полимеразы 'Escherichia coli». Далее работал в Рокфеллеровском университете. В 1995 году поступил в докторантуру Института молекулярной генетики РАН. В 1997 году стал профессором Института микробиологии Ваксмана в Ратгерском университете, где получил свою лабораторию.
С 2005 года работает в России большую часть года. В том же году организовал группу в Институте молекулярной генетики РАН. До получения грантов в России финансировал работу за счёт своей американской лаборатории. Выиграл грант в конкурсе на новые группы, учреждённом Президиумом РАН. Согласно условиям, его группа в течение пяти лет получала ежегодно 4,5 миллиона рублей. При этом Северинов девять месяцев в году должен был ею руководить, непосредственно находясь в Москве. Оставшиеся три месяца он мог работать в своей лаборатории Ратгерского университета. Параллельно с организацией лаборатории некоторое время занимался преподаванием — вёл семинары на кафедре молекулярной биологии биологического факультета МГУ им. Ломоносова, дополняющие лекционный курс академика РАН В. Гвоздева.
С 2006 года доктор биологических наук. Несмотря на звание профессора в Ратгерском университете, вернувшись в Россию был вынужден подготовить текст диссертации на тему «Структурно-функциональные исследования взаимодействий ДНК-зависимой РНК-полимеразы бактерий с промоторами» и пройти публичную защиту. В интервью так характеризует связанные с этим проблемы: «для защиты докторской диссертации пришлось опубликовать пару статей в российских журналах; на эти статьи никто не ссылается, а те из моих иностранных коллег, которые заметили их, звонили и выясняли, что заставляет меня тратить время на эти бессмысленные с их точки зрения публикации».

## Текущая деятельность
В настоящее время специализируется в области регуляции транскрипции генов бактерий. В России заведует двумя лабораториями: Регуляции экспрессии генов мобильных элементов прокариот в Институте молекулярной генетики Национального исследовательского центра «Курчатовский институт» и Молекулярной генетики микроорганизмов в Институте биологии гена РАН. Лаборатории заняты исследованием микроцинов и бактериофагов. Оба направления являются перспективной основой для создания более совершенных антибиотиков. Финансирование его работ происходит за счёт различных грантов, например, грантов Программы фундаментальных исследований Президиума РАН «Молекулярная и клеточная биология» (2007—2012 гг.; 2013—2017 гг.), грантов РФФИ (2007 г. — настоящее время).
Входил в «запускающую команду» при организации Сколковского института науки и технологий (Сколтеха), а теперь является его профессором. Входит в Научно-технический совет при Совете директоров ОАО «Роснано».
В 2013 году заявка Северинова выиграла в третьем конкурсе мегагрантов. В этой связи он планирует создать в СПбГУ лабораторию и проводить исследования по теме «Молекулярная, экологическая и прикладная микробиология».

## Публикации
Автор имеет более 200 научных публикаций в различных международных изданиях. По состоянию на январь 2020 года его индекс Хирша равен 55.

## Награды и звания
- 2009 год — Член американской академии микробиологии[12].

## Интересные факты
- Интересуется живописью[2].
- Считает, что «Российской науке не хватает харизматичных лидеров, ярких лекторов … . В СССР для будущих молекулярных биологов такую роль играл, в частности, Максим Франк-Каменецкий. Сейчас таких людей очень и очень мало, и научная движуха, как следствие, пропадает. Какое-то унылое говно: приходишь в лабораторию, слушать некого, люди не могут объяснить, почему интересно то, чем они занимаются, ни они никому, ни им никто»[3].
- Участник многих общественных форумов по вопросам подъёма науки в России. Утверждает, что «Российская наука не умерла, а переехала за рубеж, её нужно не воскрешать, а возвращать»[4].
- О Константине Северинове был снят и показан на Первом канале документальный фильм «Повелитель молекул. Константин Северинов»[20].

## Избранные работы
- К. Северинов Наследственность у бактерий: от Ламарка к Дарвину и обратно (Проект Публичные лекции «Полит.ру») // Сайт Polit.ru, 10 июня 2010
- К. Северинов Как устроен генетический переключатель (Проект Публичные лекции «Полит.ру») // Сайт Polit.ru, 02 февраля 2011
- К. Северинов Митохондриальная Ева (Проект ПостНаука)
- К. Северинов Микробиота человека (Проект ПостНаука)